# El Pantera
El Pantera, est une série télévisée mexicaine diffusée en 2007 - 2009 par Canal 5.

## Distribution
- Luis Roberto Guzmán : Gervasio/El Pantera
- Ignacio López Tarso : Général Porfirio Ayala
- Alicia Machado : Diana
- Irán Castillo : Rosaura
- Raul Padilla "Choforo" : El Gorda
- Vanessa Terkes : Lola
- Miguel Pizarro : El Curro
- Gerardo Taracena : El Mandril
- Javier Escobar : Tereso
- Maria Rocio Garcia : Lolets
- Opi Dominguez : Artemisa
- Issabela Camil : Virginia
- Oscar Bonfiglio : Godinez
- Andres Garcia : El Rubio Barrios
- Rodolfo de Anda : Santos
- Luis Couturier : El Secretario de Defensa Alconedo
- Luis Gatica : El Procurador

### Sources
- (en) Cet article est partiellement ou en totalité issu de l’article de Wikipédia en anglais intitulé « El Pantera » (voir la liste des auteurs).

- (es) Cet article est partiellement ou en totalité issu de l’article de Wikipédia en espagnol intitulé « El Pantera » (voir la liste des auteurs).